# Île Quaker
 (mai 2023).
L'île Quaker (en anglais, Quaker Island; en espagnol, Isla de la Plata) est une île des îles Malouines (en anglais, Falkland Islands; en espagnol, Islas Malvinas).

## Administration
Les îles sont administrées par le Royaume-Uni dans le cadre du Territoire britannique d'outre-mer des îles Falkland. Elle est revendiquée par la République argentine, qui en fait une partie du Département des îles de l'Atlantique Sud dans la province de Terre de Feu, Antarctique et îles de l'Atlantique sud.

## Description
C'est une île inhabitée du groupe des îles Weddell dans la baie de Quaker Harbour d'où elle tire son nom.
Elle est située à l'ouest de la Grande Malouine, plus précisément au nord de l'île Weddell, à l'est de l'île Barclay.